# Ириней (Крэчунаш)
Епи́скоп Ирине́й (рум. Episcopul Irineu, в миру Гаврил Крэчунаш, рум. Gavril Crăciunaş или Крэчун, рум. Crăciun; 6 октября 1928, Садова, жудец Сучава — 19 января 1973, Яссы) — епископ Румынской православной церкви, епископ Сучавский.

## Биография
Родился 6 октября 1928 в коммуне Садова, жудец Сучава, на Буковине в крестьянской семье. При крещении он получил имя Гаврил, будучи третьим из четырёх детей семьи. Он поступил в начальную школу в родном населённом пункте, после чего поступил в 1940 году в лицей им. Драгоша Водэ в Кымпулунг-Молдовенеск, курсы которого он окончил в 1948 году.
Чувствуя призвание к церковному служению, он в 1948 году поступил в Богословский институте университетской степени в Сибиу, который окончил со степенью бакалавра в 1952 году.
14 сентября 1952 года в Монастыре Брынковяну Сымбэта-де-Сус митрополитом Николаем (Бэланом) пострижен в монашество с наречением имени Ириней. В 1953 году был рукоположен в сан иеродиакона. В 1953—1956 годы обучался в докторантуре в Бухарестского богословского института со специализацией в области нравственного богословия. Одновременно с 1 ноября 1954 года по 1 октября 1956 года служил иеродиаконом в Монастыре Брынковяну в Сымбэта-де-Сус.
20 октября 1956 года рукоположен в сан иеромонаха и служил в качестве ассистента-духовника в богословском институте Сибиу до 15 января 1958 года, когда митрополит Иустин (Моисеску) призвал его служить в администрации епархиального центра в Яссах, где у него было несколько послушаний. 15 января 1958 года по 1 апреля 1962 года он был начальником службы в Ясской архиепископии (координатором персональной службы), а с 1 апреля 1962 года по 1 июня 1969 года — административным-викарием той же епархии в сане архимандрита. В 1965—1966 годы стажировался в Экуменическом институте в Боссэ в Швейцарии.
16 декабря 1968 года по предложению и рекомендации митрополита Иустина Священный Синод Румынской православной церкви избран его викарным епископом Молдавской и Сучавской митрополии с титулом «Сучавский». Это избрание было утверждено государственным советом указом № 1 от 30 декабря 1968 года. 1 июня 1969 года в кафедральном соборе в Яссах состоялась его архиерейская хиротония и интронизация, которые были совершены митрополитом Молдавским и Сучавским Иустином (Моисеску), епископом Романским и Хушским Парфением (Чопроном) и епископом Тырговиштским Анфимом (Никой).
В составе делегаций Румынской православной церкви посетил Германию в 1968 году и Финляндию в 1971 году.
Скончался 19 января 1973 в Яссах после долгой и тяжёлой болезни. Похоронен 21 января 1973 года в Монастыре Нямц.

## Публикации
- Chipul călugărului îmbunătăţit după Sfinţii Părinţi // Biserica Ortodoxă Română, an. LXXIII, 1955. — nr. 3-4. — p. 341—355;
- Responsabilitatea morală // Studii Teologice, an. Vll, 1955. — nr. 3-4. — p. 182—196;
- Rolul voinţei în Viaţa morală // Studii Teologice, an. VIII, 1956. — nr. 3−4. — p. 211—226;
- Îndrumătorul duhovnicesc şi ucenicul după Sfinţii Părinţi // Studii Teologice, an. VIII, 1956. — nr. 9-10. — p. 622—640;
- Relaţia dintre oameni şi formele ei de manifestare în Viaţa socială // Mitropolia Moldovei şi Sucevei, an. XXXV, 1959. — nr. 3—4. — p. 188—213;
- Învăţătură ortodoxă despre pocăinţă // «Ortodoxia», an. XII, 1960. — nr. 3. — p. 389—404;
- Problema păcii // Mitropolia Moldovei şi Sucevei, an. XXXVI, 1960. — nr. 9-12. — p. 628—652;
- Aspectul moral al răscumpărării în cele trei confesiuni creştine // «Ortodoxia», an. XV, 1963. — nr. 2. — p. 225—260.
- Episcopul Pahomie al Romanului // Mitropolia Moldovei şi Sucevei, an. XXXV, 1959. — nr. 9-12. — p. 627—635;
- Mittopolitul Veniamin Costachi teolog-ortodox // Mitropolia Moldovei şi Sucevei, an. XLIII, 1967. — nr. 1—2. — p. 7-17;
- Preotul profesor Emilian Voiutschi // Mitropolia Moldovei şi Sucevei, an. XLII, 1966. — nr. 9-12. — p. 674—688.
- Mănăstirea Neamţ, lavra monahismului din Moldova // Mitropolia Moldovei şi Sucevei, an. XXXVIII, 1962. — nr. 56. — p. 343—353;
- Pictura bisericească de la Moldoviţa // Mitropolia Moldovei şi Sucevei, an. XXXIX, 1963. — nr. 7 8. — p. 389—417,
- Bisericile cu Pictură exterioară din Moldova // Mitropolia Moldovei şi Sucevei, an. XLV, 1969. — nr. 7—9. — p. 406—444;
- Acatistul Maicii Domnului în pictura bisericilor din Moldova // Mitropolia Moldovei şi Sucevei, an. XLVIII, 1972. — nr. 5-6. — p. 297—340;
- Mănăstirea Cetăţuia. Trei veacuri de la întemeiere (1672—1972) // Mitropolia Moldovei şi Sucevei. an. XLVIII, 1972. — nr. 7-8. — p. 498—600